# Брабан сир Мез
Брабан сир Мез (фр. Brabant-sur-Meuse) насеље је и општина у североисточној Француској у региону Лорена, у департману Меза која припада префектури Верден.
По подацима из 2011. године у општини је живело 134 становника, а густина насељености је износила 19,42 становника/km². Општина се простире на површини од 6,9 km². Налази се на средњој надморској висини од 210 метара (максималној 337 m, а минималној 180 m).

## Демографија
| 1962. | 1968. | 1975. | 1982. | 1990. | 1999. | 2011. |
| ----- | ----- | ----- | ----- | ----- | ----- | ----- |
| 88    | 90    | 72    | 75    | 74    | 90    | 134   |

График промене броја становника у току последњих година